# Argyrodes fissifrons
Argyrodes fissifrons là một loài nhện trong họ Theridiidae.
Loài này thuộc chi Argyrodes. Argyrodes fissifrons được Octavius Pickard-Cambridge miêu tả năm 1869.